# Ardico Magnini
Ardico Magnini (Pistoia, 21 de outubro de 1928 – 3 de julho de 2020) foi um futebolista italiano que atuava como defensor.

## Carreira
Magnini fez parte do elenco da Seleção Italiana de Futebol na Copa do Mundo de 1954, na Suíça, jogando duas partidas.[carece de fontes?] Atuou na Fiorentina, com a qual conquistou o título da temporada 1955-56 do Campeonato Italiano de Futebol e o vice da Taça dos Clubes Campeões Europeus de 1956–57.

## Morte
Morreu no dia 3 de julho de 2020, aos 91 anos.